# Mathieu Carrière
Pour les articles homonymes, voir Carrière.
 (mai 2021).
Si vous disposez d'ouvrages ou d'articles de référence ou si vous connaissez des sites web de qualité traitant du thème abordé ici, merci de compléter l'article en donnant les références utiles à sa vérifiabilité et en les liant à la section « Notes et références ».
Mathieu Carrière, né le 2 août 1950 à Hanovre, est un acteur allemand.

## Biographie

### Famille
Mathieu Carrière, fils de Bern Carrière, psychiatre et psychanalyste, et de Jutta Mühling, assistante de radiographie, est issu en ligne paternelle d'une famille de protestants chassés de France par la révocation de l'édit de Nantes (1685). Il parle couramment le français. 
Il grandit à Berlin, puis à Lübeck à partir de 1962.
Sa sœur Mareike (1954-2014) était également actrice ; son frère Till (1952-1979), acteur de théâtre, s'est suicidé à l'âge de 26 ans.

### Parcours
Mathieu Carrière fait ses débuts à l'écran à l'âge de 13 ans, en interprétant le rôle-titre du film de Rolf Thiele tiré du roman homonyme de Thomas Mann, Tonio Kröger. Il enchaîne en 1966 avec le rôle qui le rendra célèbre, le personnage principal du premier film de Volker Schlöndorff, Les Désarrois de l'élève Törless, tiré du roman éponyme de Robert Musil.
À 17 ans, il entre au lycée des jésuites de Vannes (Saint-François-Xavier), puis étudie la philosophie à Paris, à partir de 1969.
Au début des années 1970, il participe au spectacle du cabaret l'Alcazar, grimé et vêtu d'un frac semblable à ceux du Berlin des années 1920-1930.
À la télévision, il figure dans quelques épisodes de la série policière Derrick.
En 1987, il est le protagoniste du dernier film du cinéaste Walerian Borowczyk, intitulé Cérémonie d'amour.
En 2008, il joue le rôle de Robert Broda dans la série télévisée allemande Anna und die Liebe.

### Engagements
Mathieu Carrière est connu pour son combat en faveur des droits des pères divorcés. 
En 2005, il est candidat aux élections fédérales sous l'étiquette du Parti du socialisme démocratique.

## Publication
Il a consacré un essai à Heinrich von Kleist, traduit en français sous le titre : Pour une littérature de guerre, Kleist.

## Filmographie

### Cinéma
- 1964 : Tonio Kröger de Rolf Thiele
- 1966 : Les Désarrois de l'élève Törless (Der junge Törless) de Volker Schlöndorff
- 1968 : La Croisade maudite (Bramy raju) d’Andrzej Wajda
- 1969 : L'amore breve de Romano Scavolini
- 1970 : La Maison des bories de Jacques Doniol-Valcroze
- 1971 : Malpertuis de Harry Kümel
- 1971 : Le Petit Matin de Jean-Gabriel Albicocco
- 1972 : L'Homme au cerveau greffé de Jacques Doniol-Valcroze
- 1972 : Rendez-vous à Bray d’André Delvaux
- 1972 : Barbe-Bleue d’Edward Dmytryk
- 1973 : Don Juan 73 de Roger Vadim
- 1973 : Giordano Bruno de Giuliano Montaldo
- 1973 : Il n'y a pas de fumée sans feu d'André Cayatte
- 1974 : La Jeune Fille assassinée de Roger Vadim
- 1975 : India Song de Marguerite Duras
- 1975 : Isabelle devant le désir de Jean-Pierre Berckmans
- 1976 : Le Coup de grâce (Der Fangschuß) de Volker Schlöndorff
- 1976 : Né pour l'enfer (Die Hinrichtung) de Denis Héroux
- 1976 : Blondy de Sergio Gobbi
- 1976 : Police Python 357 de Alain Corneau
- 1977 : Bilitis de David Hamilton
- 1977 : Les Indiens sont encore loin de Patricia Moraz
- 1979 : L'Associé de René Gainville
- 1979 : Le Navire Night de Marguerite Duras
- 1979 : Femme entre chien et loup d'André Delvaux
- 1981 : La Femme de l'aviateur d’Éric Rohmer
- 1980 : Egon Schiele, enfer et passion d’Herbert Vesely (de)
- 1982 : La Passante du Sans-Souci de Jacques Rouffio
- 1983 : Benvenuta d’André Delvaux
- 1983 : La Femme flambée de Robert van Ackeren
- 1984 : La Traque de Jerzy Hoffman
- 1985 : Bras de fer de Gérard Vergez
- 1985 : L'Amour en douce  d'Édouard Molinaro : Carl
- 1984 : Le Neveu de Beethoven de Paul Morrissey
- 1987 : Cérémonie d'amour de Walerian Borowczyk
- 1987 : L'Œuvre au noir d’André Delvaux
- 1987 : Johann Strauss, le roi sans couronne (Johann Strauß – Der König ohne Krone) de Franz Antel
- 1988 : Sanguines de Christian François
- 1988 : El placer de matar de Félix Rotaeta
- 1991 : Malina de Werner Schroeter
- 1992 : Christophe Colomb : La Découverte (Christopher Columbus: The Discovery) de John Glen
- 1992 : Une lueur dans la nuit de David Seltzer
- 1994 : Dieu que les femmes sont amoureuses de Magali Clément
- 1995 : L'Amour conjugal de Benoît Barbier
- 1998 : El far de Manuel Balaguer Julià
- 2003 : Luther de Eric Till
- 2004 : Tears of Kali de Andreas Marschall
- 2004 : Arsène Lupin de Jean-Paul Salomé
- 2005 : The Clan de Christian De Sica
- 2007 : Du bist nicht allein (de) de Bernd Böhlich
- 2008 : Les Murs porteurs de Cyril Gelblat
- 2009 : Die Entbehrlichen (de) d'Andreas Arnstedt (de)
- 2010 : Bergblut (de) de Philipp J. Pamer (de)
- 2010 : Sans queue ni tête de Jeanne Labrune
- 2013 : La Marque des anges de Sylvain White
- 2017 : Joyce, de Martin Ziegler
- 2019 : Notes Laura Fiori, de Martin Ziegler
- 2023 : Le Corps du délit, de Léolo Victor-Pujebet

### Télévision
- 1976 : Le Jeune Homme et le Lion de Jean Delannoy : Roland
- 1976 : Un jeune homme rebelle de Paul Seban : Owen Wingrave
- 1976 : Inspecteur Derrick, Bienvenue à bord (Das Bordfest, ép. 25) : Walter Solms
- 1979 : La Pitié dangereuse d'Édouard Molinaro (adaptation du roman de Stefan Zweig)
- 1979 : Les Chemins dans la nuit (pl) (Wege in der Nacht) de Krzysztof Zanussi : Oberleutnant Friedrich
- 1979 : Inspecteur Derrick, Le facteur L (Der L-Factor, ép. 53) : Heinz Bruhn
- 1981 : La Guerre des insectes de Peter Kassovitz : Jean-Marc Haller
- 1981 : Inspecteur Derrick, Une vieille histoire (Eine ganz alte Geschichte, ép. 82) : Arne Reuter
- 1981 : Dantons Tod, téléfilm de Rudolf Noelte : Saint-Just
- 1982 : L'Ange foudroyé de Bernard Férié
- 1982 : Die Versuchung (pl), de Krzysztof Zanussi : Psychanalyste
- 1984 : Le Dernier Civil d'après Ernst Glaeser
- 1988 : Inspecteur Derrick,  "Sombres Rêves" (Mordträume, ép.160) : Max Binder
- 1988 : Une fille d'Ève d’Alexandre Astruc d'après Honoré de Balzac : Raoul Nathan
- 1990 : Code Quantum - Honeymoon Express (saison 2 épisode 2) : Roger
- 1994 : Commissaire Léa Sommer - Les ombres du passé (Schatten der Vergangenheit) : Erich Markwald
- 1994 : Cognacq-Jay de Laurent Heynemann
- 1996 : Le Retour de Sandokan : Raska
- 1997 : Le Désert de feu de Enzo Girolami Castellari : François Legrand
- 1997 : La Princesse et le Pauvre de Lamberto Bava : Le roi Hamil
- 1998 : La Poursuite du vent de Nina Companeez : David
- 1998 : L'Éléphant blanc de Gianfranco Albano : Rudde
- 1999 : Le Renard, épisode 246 "Die Wahrheit ist der Tod" (Plan Mortel)
- 2000 : Rex chien flic, saison 6, épisode 8 : L'assassin de la pleine lune
- 2001 : L'impero de Lamberto Bava
- 2003 : Un cas pour deux, épisode 4, saison 23, "Pères et filles" (Erics Tod) : Armin Steiner
- 2005 : Gli amici di Gesù - Tommaso : Pilato (téléfilm)
- 2005 : La Dame aux camélias (La signora delle camelie) de Lodovico Gasparini : Primoli
- 2006 : Commissaire Moulin, épisode 10, saison 8, "La dernière affaire" : Michel Léonard
- 2007 : Les Cerfs-Volants de Jérôme Cornuau
- 2008 : Anna und die Liebe
- 2010 : Alerte Cobra, épisode 205 "Mauvaise posture"
- 2010 : À quoi pensent les hommes ? (Sind denn alle Männer Schweine?) de Daniel Scotti-Rosin
- 2011 : Allemagne 1918 (Der Gewaltfrieden) de Bernd Fischerauer
- 2013 : Tunnel (série) de Dominik Moll
- 2015 : Arletty, une passion coupable d'Arnaud Sélignac

### Réalisateur
- 1989 : L'Éveil du démon (Zugzwang)

### Téléréalité
- 2010 : participation à la 3e saison de Let's Dance, version allemande de Danse avec les stars
- 2011 : participation à l'émission Ich bin ein Star – Holt mich hier raus!, équivalent de I'm a Celebrity… Get Me Out of Here!

## Théâtre
- 1975 : Le Portrait de Dorian Gray d'Oscar Wilde, mise en scène Pierre Boutron, théâtre des Célestins
- 1991 : La Nuit de Valognes d'Éric-Emmanuel Schmitt, mise scène Jean-Luc Tardieu, Théâtre des Champs-Élysées
- 2009 : Cris et Chuchotements d'Ingmar Bergman, mise en scène Frank Hoffmann (de), Théâtre national du Luxembourg
- 2011 : Kleist, zwischen Traditon und Moderne d'Heinrich von Kleist, conception et dramaturgie Peter Oppermann, mise en scène Gerhard Weber, Théâtre national du Luxembourg